# Josefina Passadori
 (décembre 2021).
Si vous disposez d'ouvrages ou d'articles de référence ou si vous connaissez des sites web de qualité traitant du thème abordé ici, merci de compléter l'article en donnant les références utiles à sa vérifiabilité et en les liant à la section « Notes et références ».
Josefina Passadori (Mezzanino, province de Pavie, Italie, 1900 - San Isidro, province de Buenos Aires, Argentine, 1987) était une écrivaine, haute fonctionnaire, enseignante et pédagogue argentine d’origine italienne, auteure de nombreux ouvrages, entre lesquels on relève en particulier les manuels scolaires Manual del Alumno, utilisés par plusieurs générations non seulement d’Argentins, mais aussi, sous une forme adaptée, de Vénézuéliens et de  Paraguayens. Outre ses livres éducatifs, elle était aussi l’'auteure de recueils de poésie, sous le pseudonyme de Fröken Thelma.

## Biographie
Née en Italie de parents italiens, Josefina Passadori fut naturalisée argentine très jeune et habita dès l’enfance la ville de La Plata, à quelque 50 km au sud-est de Buenos Aires. En 1922, elle sortit diplômée de l’École normale nationale nº 1 Mary O. Graham de La Plata, établissement dans lequel elle enseigna par la suite pendant près de quarante ans, en tant que titulaire des cours suivants : langue espagnole, langue italienne, histoire de l’antiquité, géographie américaine, géographie argentine, littérature américaine, littérature argentine et culture argentine.

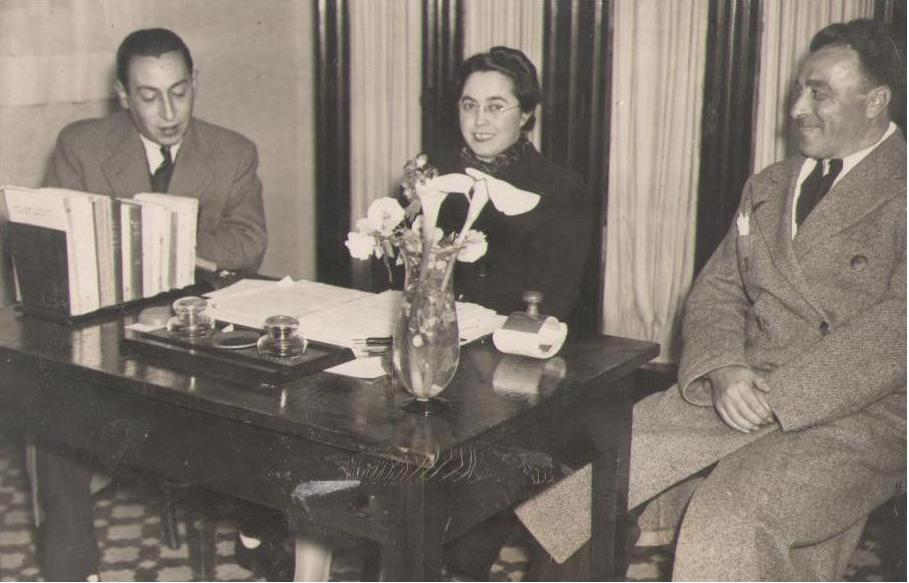
Josefina Passadori, rectrice, Universidad Popular Sarmiento, La Plata, 1939.

Elle enseigna également dans d’autres établissements, tels que l’École normale de l’Immaculée de La Plata, l’École nº 18 du Conseil scolaire nº 14 de la ville de Buenos Aires, l’École de journalisme de l’Université nationale de La Plata, et l’université populaire Sarmiento, située également à La Plata, et dont elle occupa le poste de rectrice durant plusieurs années.
À vingt ans, elle fonda la première coopérative scolaire d’Amérique latine, réservée aux seules filles, dont elle fut la présidente pour deux mandats consécutifs.
Elle figura dans les instances dirigeantes de plusieurs institutions culturelles (dont elle présida certaines, notamment la Sociedad de las Artes), collabora à divers journaux et revues de sa ville de résidence, principalement El Argentino, El Día et Revista del Suboficial, et prononça des centaines de conférences à contenu géographique, littéraire et didactique, tant en Argentine que dans d’autres pays. Elle anima et administra aussi la maison d’édition Ediciones del Bosque, qui faisait figure de point de ralliement de toute l’intelligentsia platense de l’époque[réf. nécessaire] et publia, sur une base non lucrative, les œuvres de jeunes poètes et prosateurs de la province de Buenos Aires, parmi lesquels notamment María Dhialma Tiberti, María de Villarino, Aurora Venturini.
Elle exerça en parallèle quelques fonctions officielles, notamment celle de sous-secrétaire de l’Éducation de la province de Buenos Aires et, ultérieurement, celle de secrétaire provinciale du Conseil général des personnes mineures.
Elle rédigea de nombreux textes didactiques de géographie, et publie, tous aux éditions Kapelusz, plus d’une trentaine d’ouvrages, dont quelques-uns en collaboration avec d’autres auteurs, et parmi lesquels la série des Manual del Alumno, dont plusieurs générations d’Argentins se sont servis pendant leurs études primaires[réf. nécessaire].
Elle survécut au naufrage du navire MS Monte Cervantes, lequel s’était échoué dans l’Atlantique sud, au large du phare Les Éclaireurs, sur la Terre de Feu, le 22 janvier 1930.

## Principales œuvres publiées
- Elementos de geografía (1940)
- El universo y los países (1941)
- Geografía de América (1938)
- Geografía General y de Asia y África (1942)
- El Continente Americano (1939)
- El Mundo Actual (1955)
- El Universo y la Argentina (1939)
- Argentina (1939)
- Manual de Geografía Americana (1941)
- Nociones de Geografía Astronómica, General, y de Asia y África (1949)
- El territorio Argentino (1943)
- Geografía Universal (1944)
- Geografía Americana (1944)